# Світлоград (аеродром)

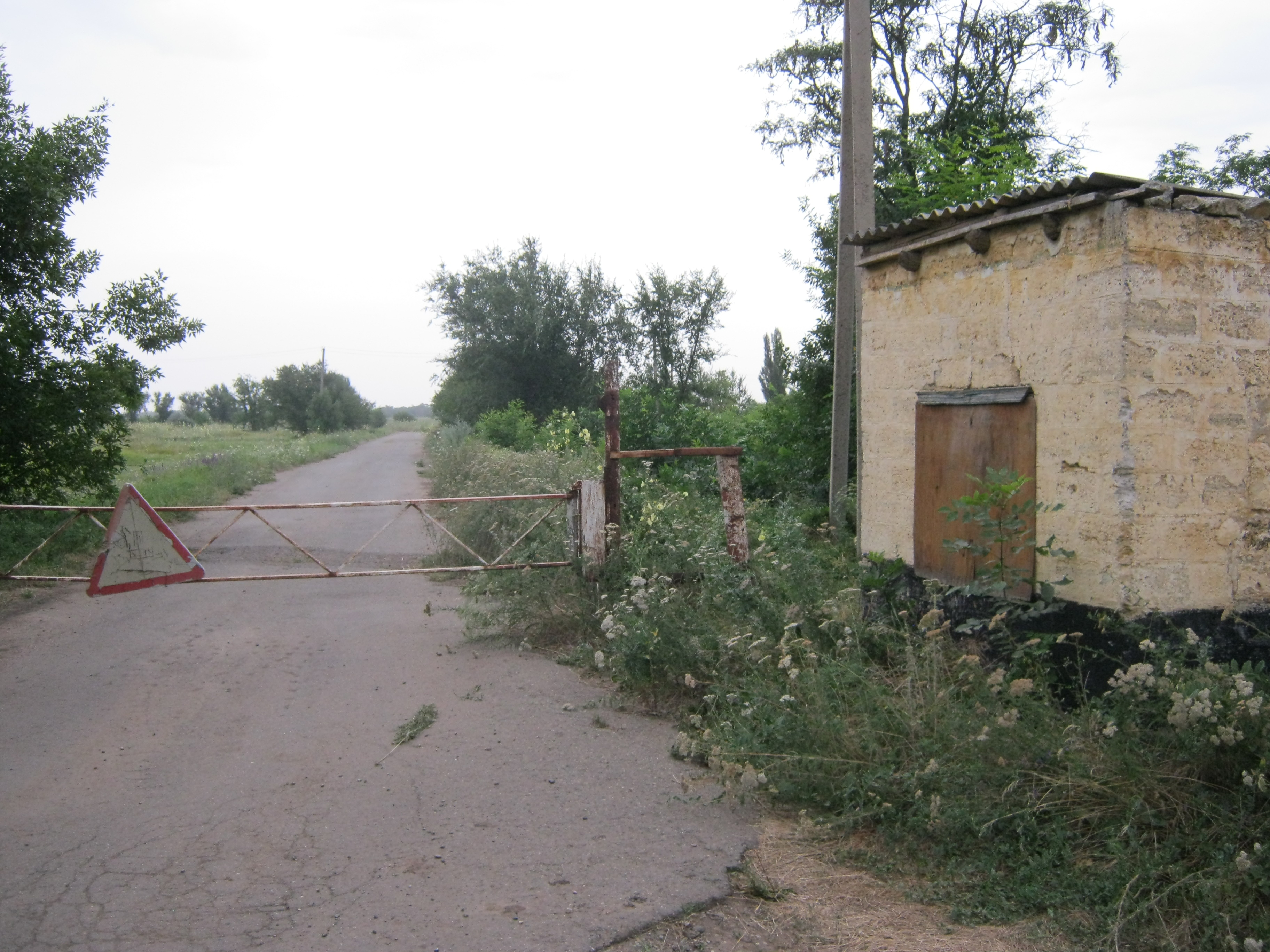
Контрольно-пропускний пункт аеродрому

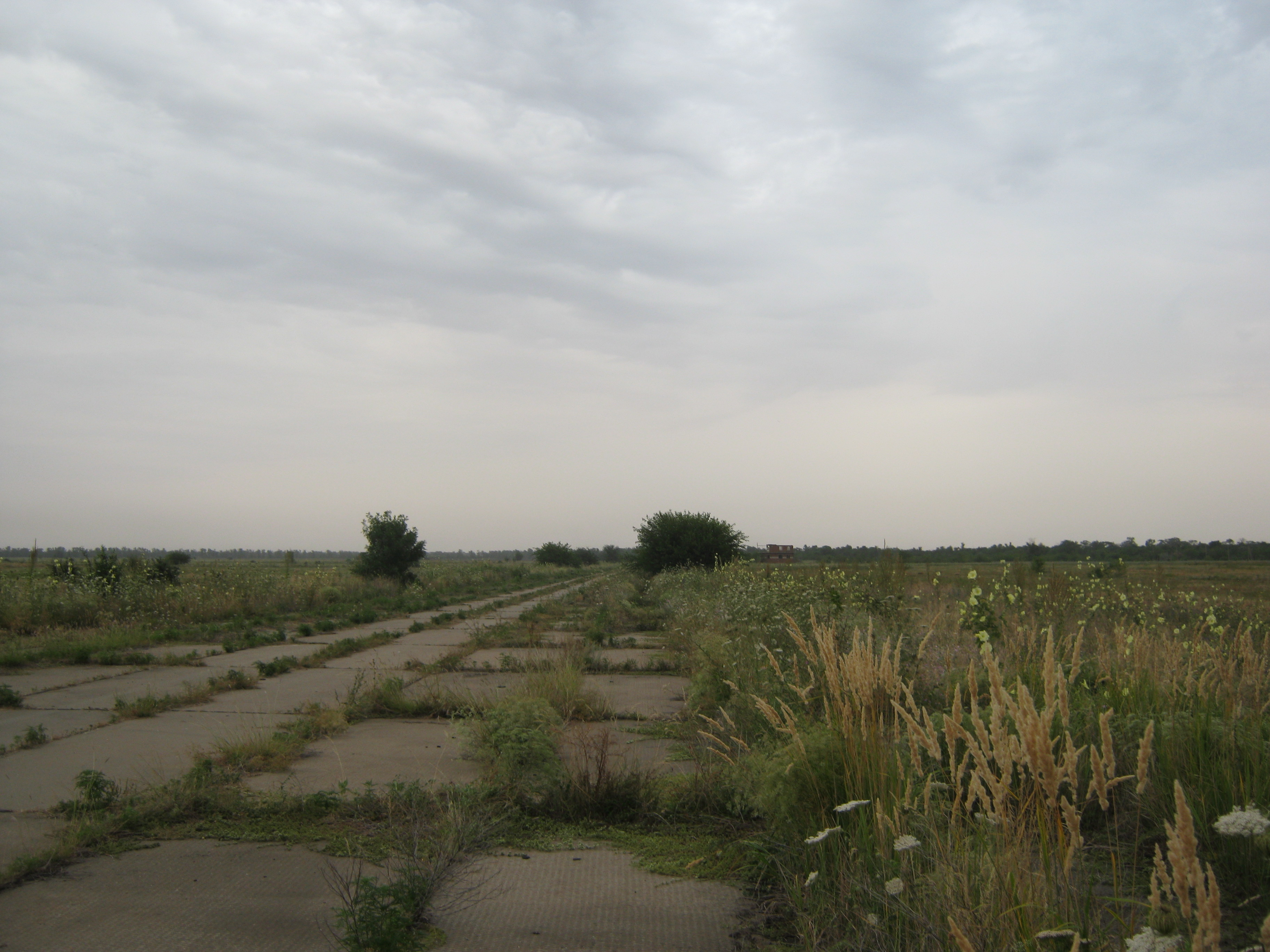
ЗПС аеродрому 2010 рік

Світлоград (рос. Светлоград) — законсервований військовий аеродром у Ставропольському краї, розташований на північний захід від міста Світлоград.

## Історія
З 1969 по 1993 аеродром належав Ставропольському вищому військово-авіаційному училищу льотчиків і штурманів і використовувався (разом з аеродромом Холодногірський) для навчальних польотів курсантів. Польоти виконувались на літаках Л-39, МіГ-15, Су-15.
У 1975 році було закінчено будівництво бетонної ЗПС замість ґрунтової.
У 1993 році у зв'язку з перепрофілюванням училища та призупиненням підготовки льотчиків польоти на аеродромі були припинені, а в 1998 році з аеродрому було виведено останні частини забезпечення, після чого аеродром був закинутий.

## Катастрофи та інциденти
- 29 квітня 1991 року сталася аварія літака Л-39 під керуванням курсанта 3 курсу Пушкарьова.

|  | Курсант виконував польотне завдання за вправою 14 КБП УС ППО-87: «Політ маршрутом на візуальне орієнтування». На 39 хв польоту при заході на посадку при польоті від першого до другого розвороту, в зоні відповідальності керівника ближньої зони польотів, на висоті 600 м і швидкості 350 км/год після проходу дальнього маяка радіо-приводу літаком спрацювала сигналізація «ТВГ-700». Обороти двигуна впали до 47%. Курсант доповів про те, що сталося керівнику польотів і за його командою на висоті 420 м і швидкість 330 км/год катапультувався. Причиною катастрофи стала відмова двигуна через попадання в його пташки. |

## Галерея

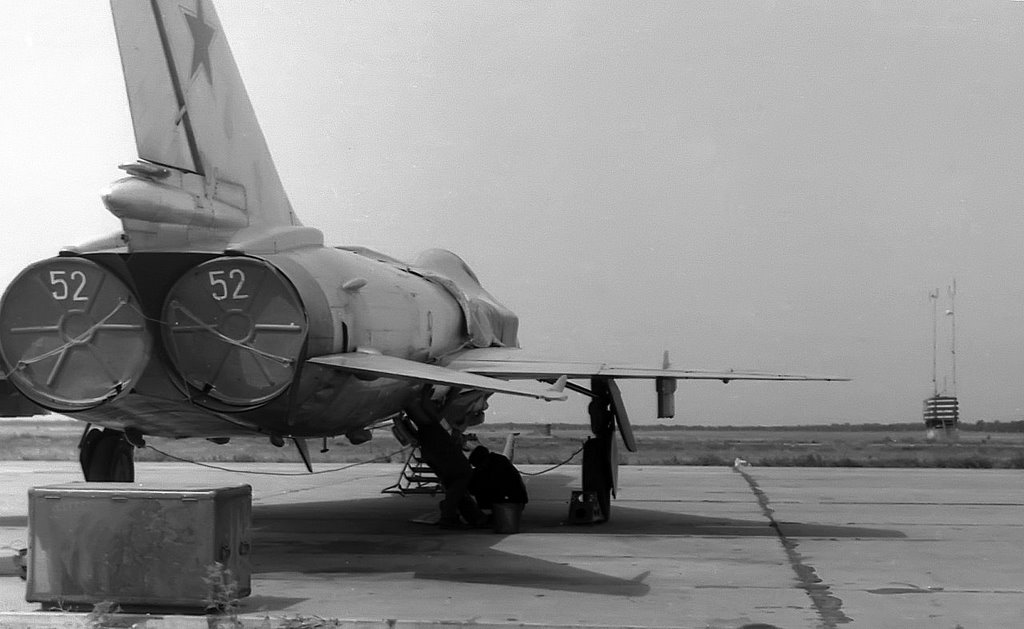
Су-15 на аеродромі 1982 рік.
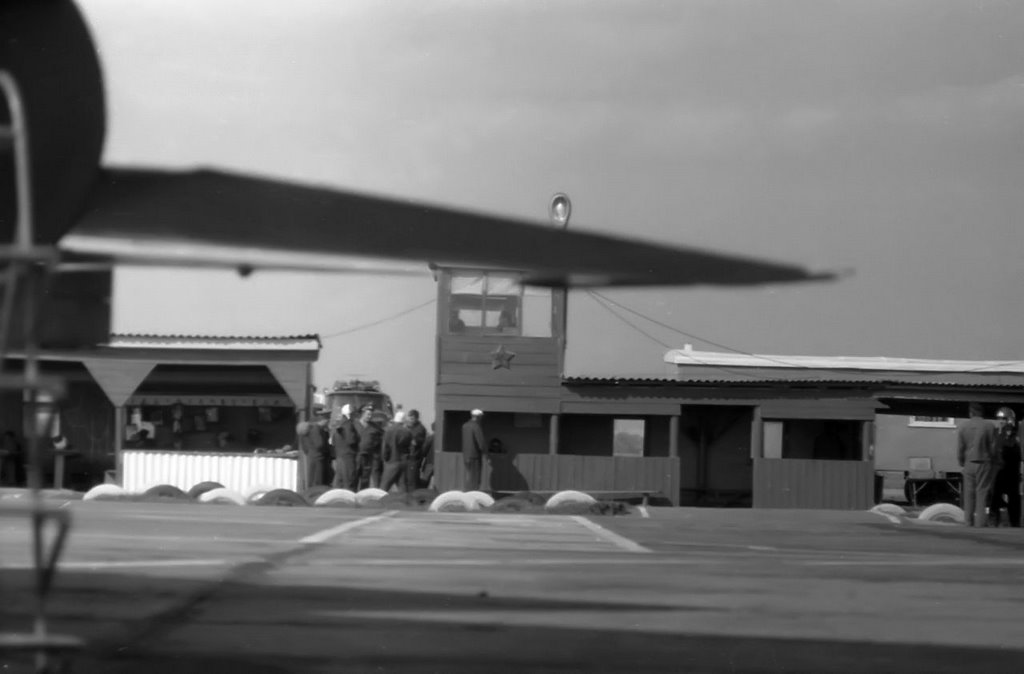
Вид на аеродром 1982 рік.
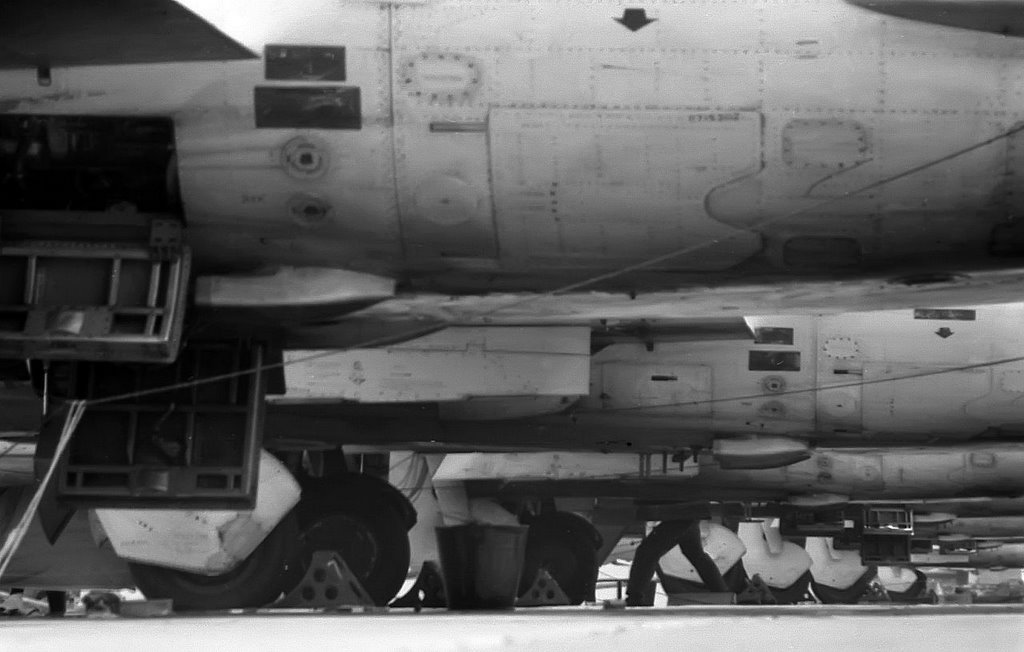
Ряд Су-15 1982 рік.